# سیارک ۱۳۰۴۶
سیارک ۱۳۰۴۶ (به انگلیسی: 13046 Aliev، نامگذاری:1990QB19) سیزده هزار و چهل و ششمین سیارک کشف شده‌است که در ۳۱ اوت ۱۹۹۰ کشف شد.
قدر مطلق سیارک برابر ۱۲.۹ است.